# Losiny
Losiny jsou malá vesnice, část obce Petrovice II v okrese Kutná Hora ve Středočeském kraji. Nachází se asi 1,5 kilometru jižně od Petrovic II. V hlubokém údolí rozkládajícím se východně a jižně od osady protéká Losinský potok, který je pravostranným přítokem řeky Sázavy. Losiny jsou také název katastrálního území o rozloze 4,33 km². V katastrálním území Losiny leží i Petrovice II a Tlučeň.

## Historie
První písemná zmínka o Losinách pochází z roku 1371, kdy vesnici vlastnili Hana z Losin a Čeněk z Polipes.

## Obyvatelstvo
| Rok            | 1869 | 1880 | 1890 | 1900 | 1910 | 1921 | 1930 | 1950 | 1961 | 1970 | 1980 | 1991 | 2001 | 2011 | 2021 |
| -------------- | ---- | ---- | ---- | ---- | ---- | ---- | ---- | ---- | ---- | ---- | ---- | ---- | ---- | ---- | ---- |
| Počet obyvatel | 262  | 256  | 251  | 219  | 181  | 197  | 140  | 93   | 72   | 48   | 26   | 20   | 13   | 15   | 24   |
| Počet domů     | 30   | 32   | 34   | 33   | 34   | 33   | 33   | 31   | 31   | 21   | 12   | 27   | 29   | 30   | 31   |

## Obecní správa
Při sčítání lidu v letech 1869–1959 Losiny byly samostatnou obcí v okrese Kutná Hora. Od roku 1960 jsou částí obce Petrovice II v okrese Kutná Hora.

## Pamětihodnosti
- V severní části vesnice se dochovala budova losinské tvrze (dům čp. 7), zdobená renesančními sgrafity.[7]
- Usedlost čp. 2
- Stodola u čp. 1